# Xenicibis xympithecus
Xenicibis xympithecus — викопний вид пеліканоподібних птахів родини ібісових (Threskiornithidae), що існував у пізньому плейстоцені на Ямайці.

## Поширення

Порівняння кісток крила ібіса білого та Xenicibis xympithecus

Вид був ендеміком Ямайки. Кістки були виявлені у декількох печерах — Лонг-Майл, Суонсі, Джексонс-Бей. Кістки з Куби, які спершу віднесли до роду Xenicibis, пізніше були ідентифіковані як кістки арами.

## Опис
Це був досить великий ібіс, вагою до 2 кг. Він мав зменшені, але міцні крила, які були непридатні до польоту. Припускають, що міцні крила птах міг для захисту або полювання на водних тварин.